# Nonyma mirei
Nonyma mirei är en skalbaggsart som beskrevs av Stefan von Breuning 1977. Nonyma mirei ingår i släktet Nonyma och familjen långhorningar. Inga underarter finns listade i Catalogue of Life.